# Кара-Ада
Кара-Ада (Кара-ада, Караада, с туркменского — «чёрный остров») — скалистый остров в Туркменистане у восточного побережья Каспийского моря. Расположен у входа в бухту Бекдаш напротив города Гарабогаз, в 2,5 км к западу от мыса Дагжик.
Остров порос кустарником, в его средней части имеется маяк, у восточного берега — пристань для маломерных судов.
Кара-Ада описан К. Г. Паустовским  в повести «Кара-Бугаз».